# International Association of Women Police

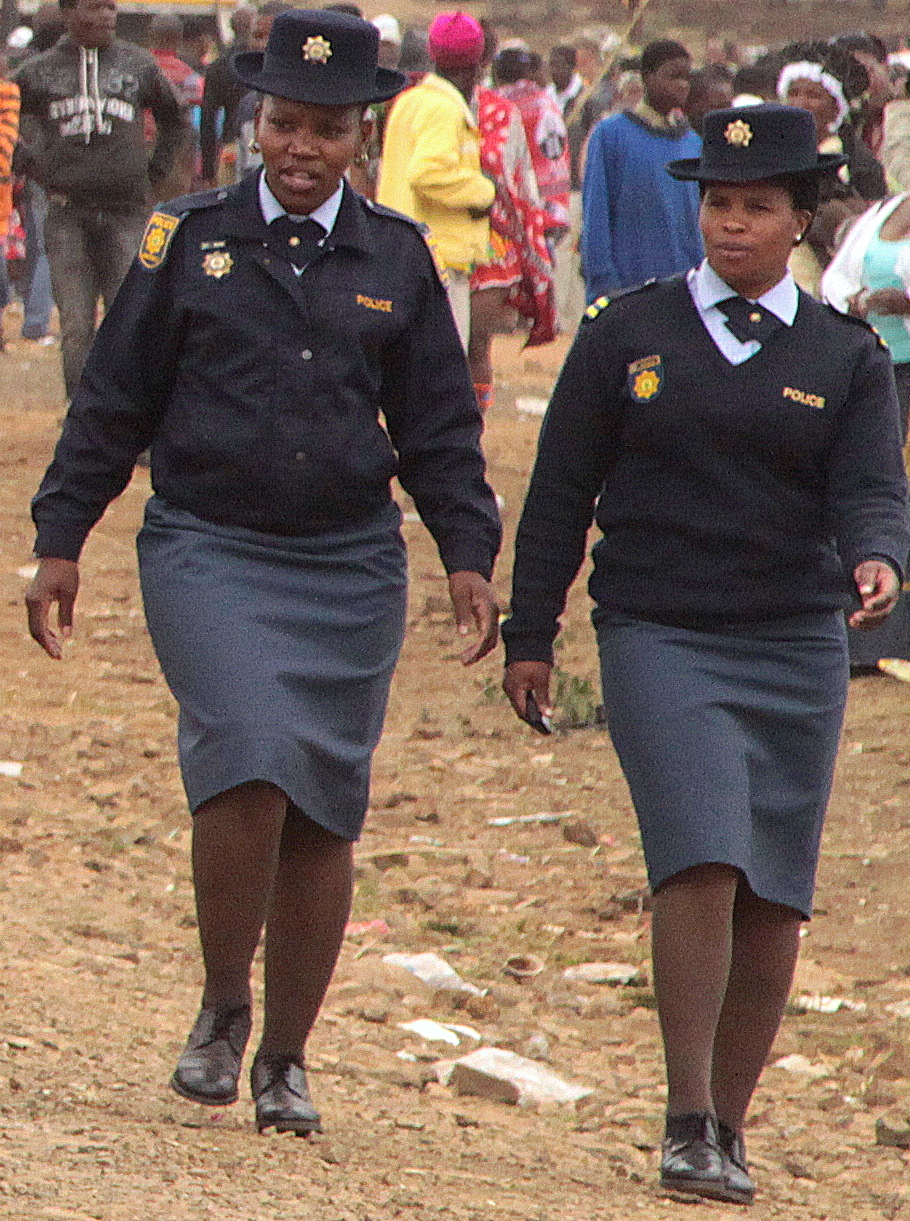
Kvinnliga poliser i Sydafrika

International Association of Women Police (IAWP), är en internationell kvinnoorganisation, grundad 1915.
Organisationen verkar internationellt för kvinnor verksamma inom polisyrket och andra närliggande yrken.